# 107 mm moździerz pułkowy wz. 1938
107 mm górsko-juczny moździerz pułkowy wz. 1938 (ros. 107-мм горно-вьючный полковой миномёт обр. 1938 г.) – radziecki moździerz kalibru 107 mm z okresu II wojny światowej. 

## Historia
W 1938 roku biuro konstrukcyjne nr 4 kierowane przez  B. Szawyrina otrzymało polecenie opracowanie moździerza pułkowego dla tworzonych w tym czasie w Armii Czerwonej oddziałów strzelców górskich. W krótkim czasie opracowano jego projekt, który oparto na konstrukcji opracowanego wcześniej 82 mm moździerza batalionowego. 
Prototyp moździerza był gotowy w lutym 1939 roku i otrzymał wtedy oznaczenie wz. 1938. Po poddaniu badaniu i potwierdzeniu jego sprawności, został wprowadzony do produkcji seryjnej i łącznie w latach 1940–1941 wyprodukowano 1574 sztuki tego typu moździerzy.

## Konstrukcja
Moździerz składa się z trzech części głównych: lufy wraz z zamkiem, podpory pod lufę (dwójnóg) i płyty oporowej. 
W położeniu marszowym był rozkładany i umieszczany na specjalnej dwukołowej przyczepce. Dodatkowo istniała druga przyczepka spełniające rolę jaszcza.
W trakcji konnej taki zestaw holowany był przez zaprzęg składający się z czterech koni. W trakcji mechanicznej używano samochodów GAZ-AAA, przy czym można było załadować moździerz wraz z wózkiem na skrzynie ładunkową lub holować je za pojazdem.
Z uwagi na przeznaczenie moździerza, można było go rozłożyć na mniejsze elementy i tak rozłożony mógł być przewożony przez konie juczne. Moździerz łącznie z zapasem amunicji przewożony był przez dziewięć koni jucznych.

## Użycie

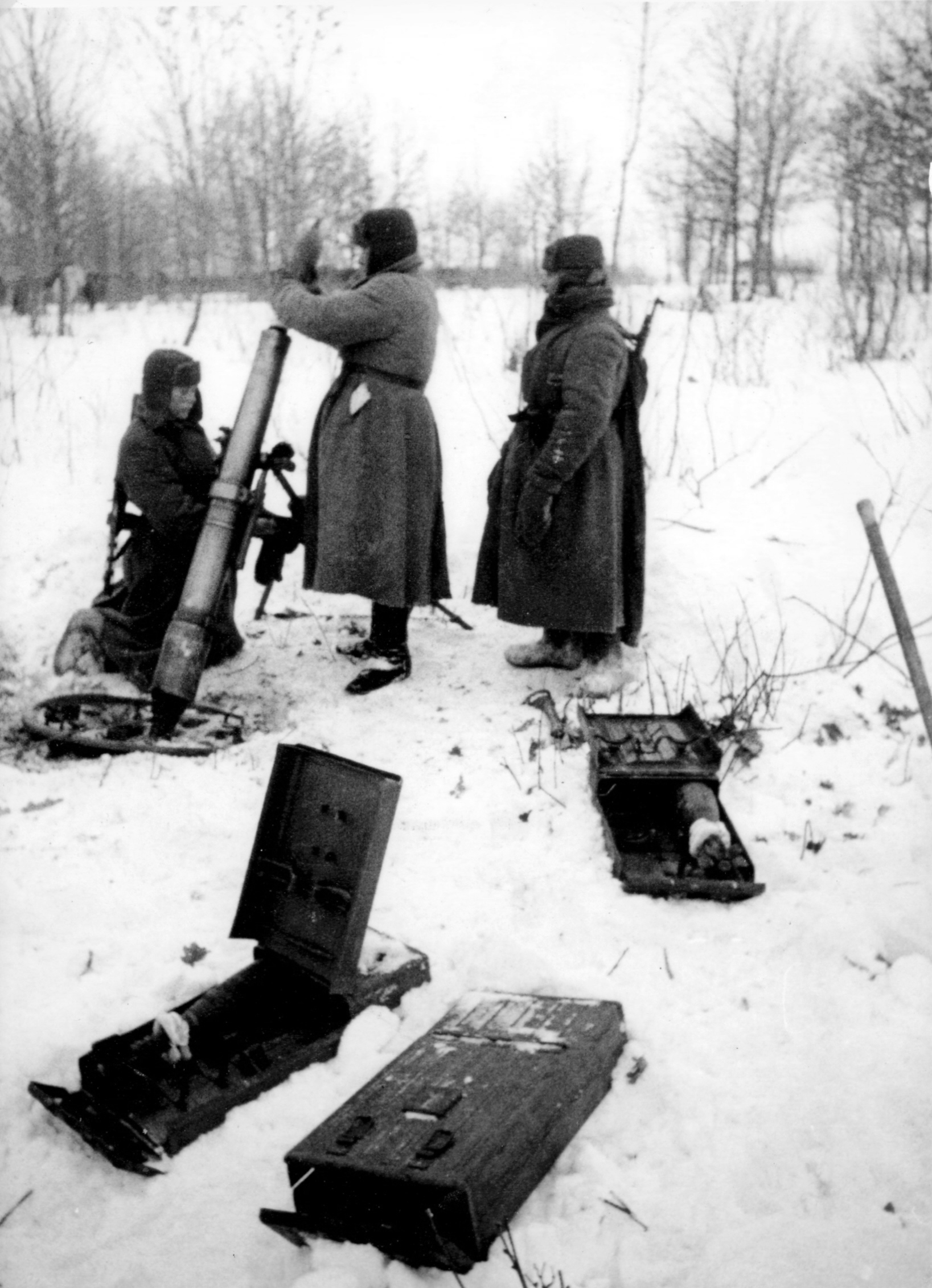
Moździerz na stanowisku bojowym w czasie walk pod Moskwą w 1941 r.

Moździerze zaczęto wprowadzać do uzbrojenia w 1940 roku. Znalazły się one na wyposażeniu artylerii dywizyjnej radzieckich dywizji strzelców górskich oraz niektórych dywizji kawalerii przystosowanych do walk w górach. W 1944 roku utworzono górskie pułki moździerzy wyposażone w tego typu moździerze.